# Boswachterij Exloo
Boswachterij Exloo is een boswachterij van Staatsbosbeheer in de gemeente Borger-Odoorn in de Nederlandse provincie Drenthe. 

## Geschiedenis
Het gebied behoorde vroeger tot de marken van Exloo, Ees en Buinen. Een grenssteen midden in de boswachterij makeert het punt, waar de drie marken aan elkaar grensden. De boswachterij werd in het begin van de 20e eeuw aangelegd. Staatsbosbeheer kocht vanaf 1911 in dit gebied heidevelden aan. Ook in de crisisjaren rond 1930 vonden hier veel ontginningswerkzaamheden plaats waarbij arbeiders in het kader van de werkverschaffing werden ingezet. Gronden werden eerst met behulp van ploegen voortgetrokken door ossenspannen omgeploegd. Daarna werd het gebied ingezaaid met lupine en serradelle als groenbemesting om de grond geschikt te maken voor bosbouw. Er ontstond een gevarieerd bos waarin fijnspar, sitkaspar, Oostenrijkse douglas en vooral de Japanse larix en inlandse en Amerikaanse eik goed gedijden, aldus een artikel in het tijdschrift Spitwa(a)rk van de historische vereniging Carspel Oderen. De grove den deed het aanmerkelijk slechter. 

## Markante punten
- Hunebed D30 aan het Bodenpad midden in de boswachterij
- De Buinerkeet, oorspronkelijk een schuilplaats voor ossen en arbeiders
- De zeven heuveltjes, een terrein met zeven grafheuvels
- Amerikaans vliegtuigmonument in de boswachterij Exloo
- Een gletsjerkuil, een zogenaamde pingoruïne

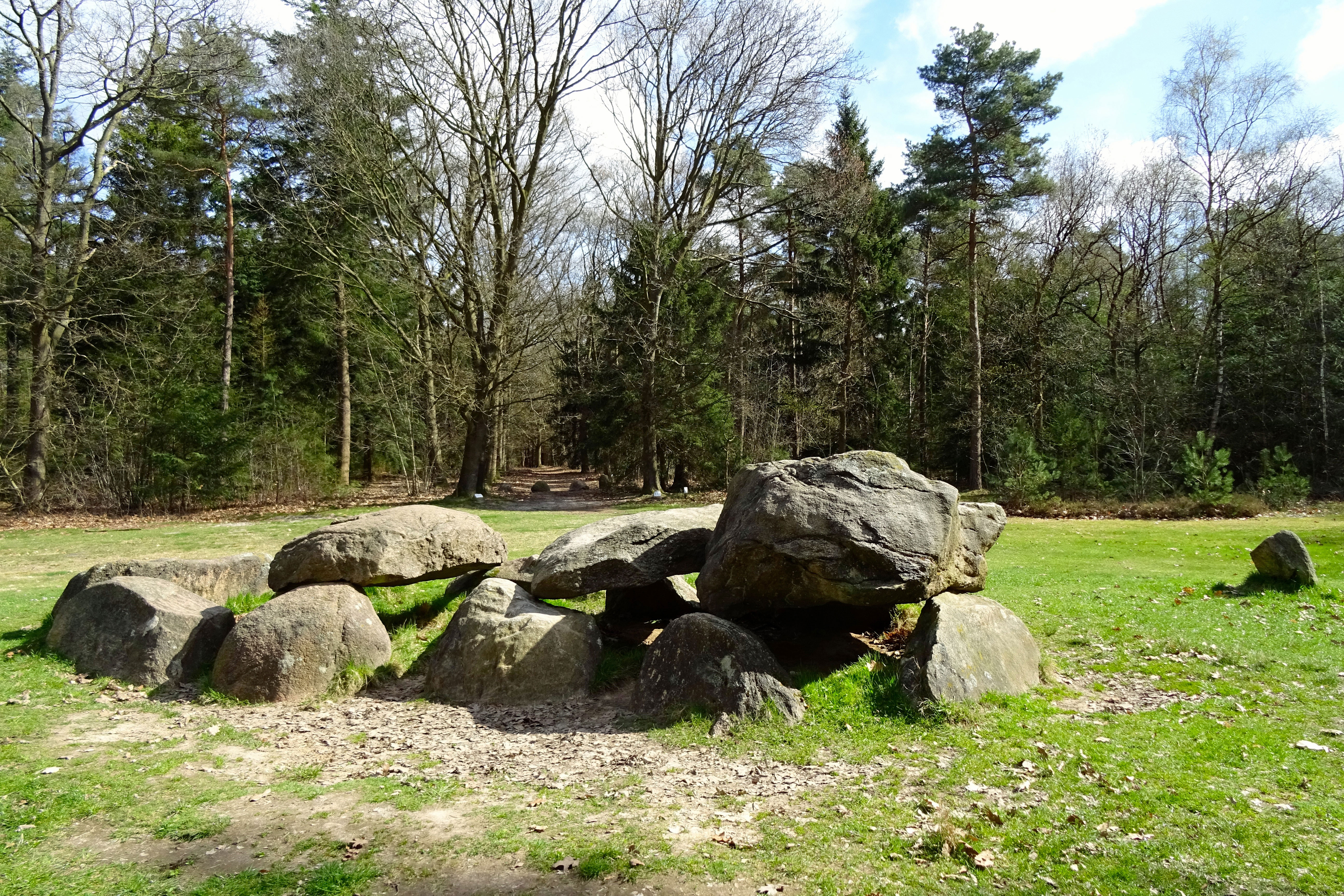
Hunebed D 30
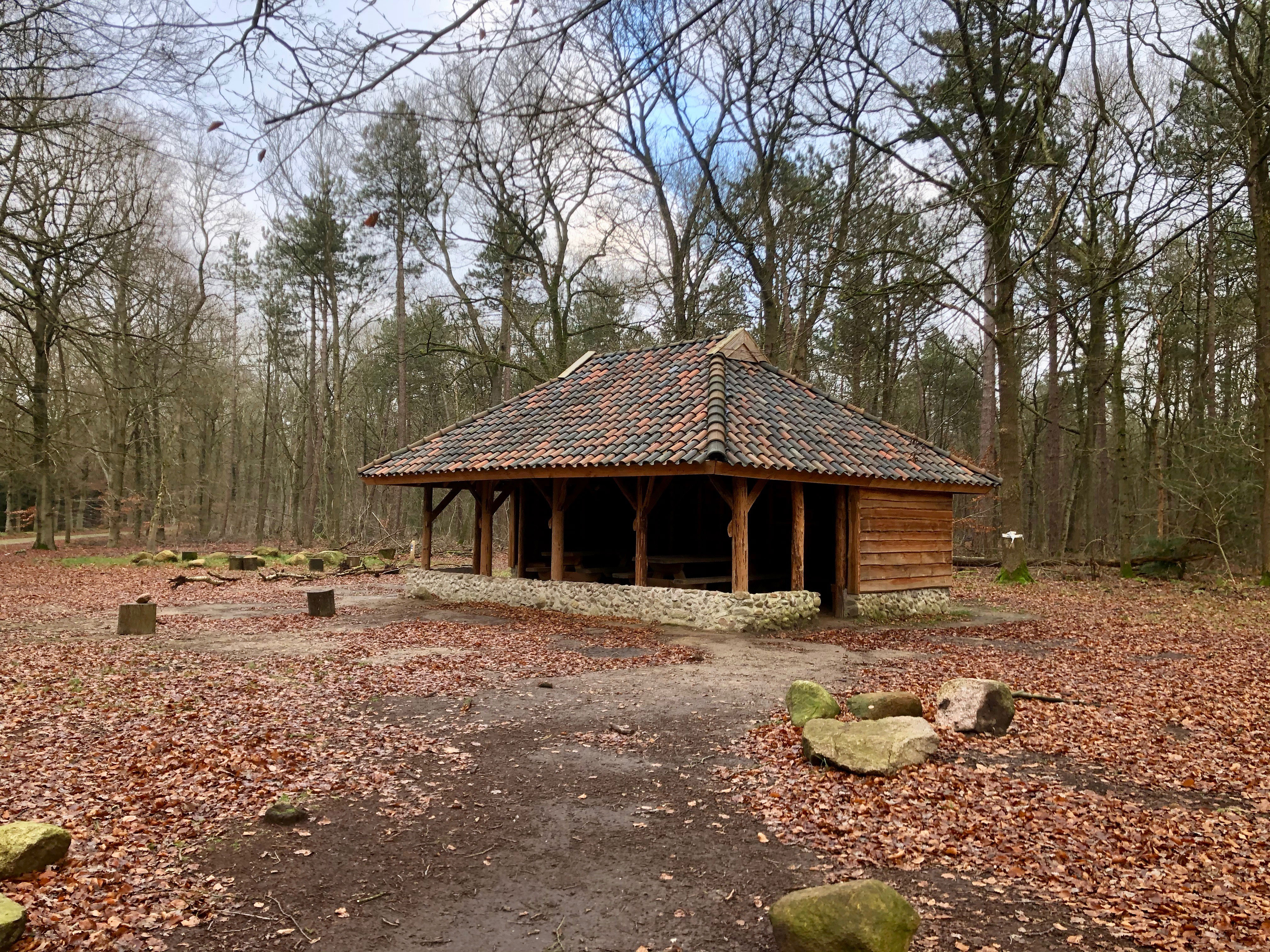
Buinerkeet (2018)
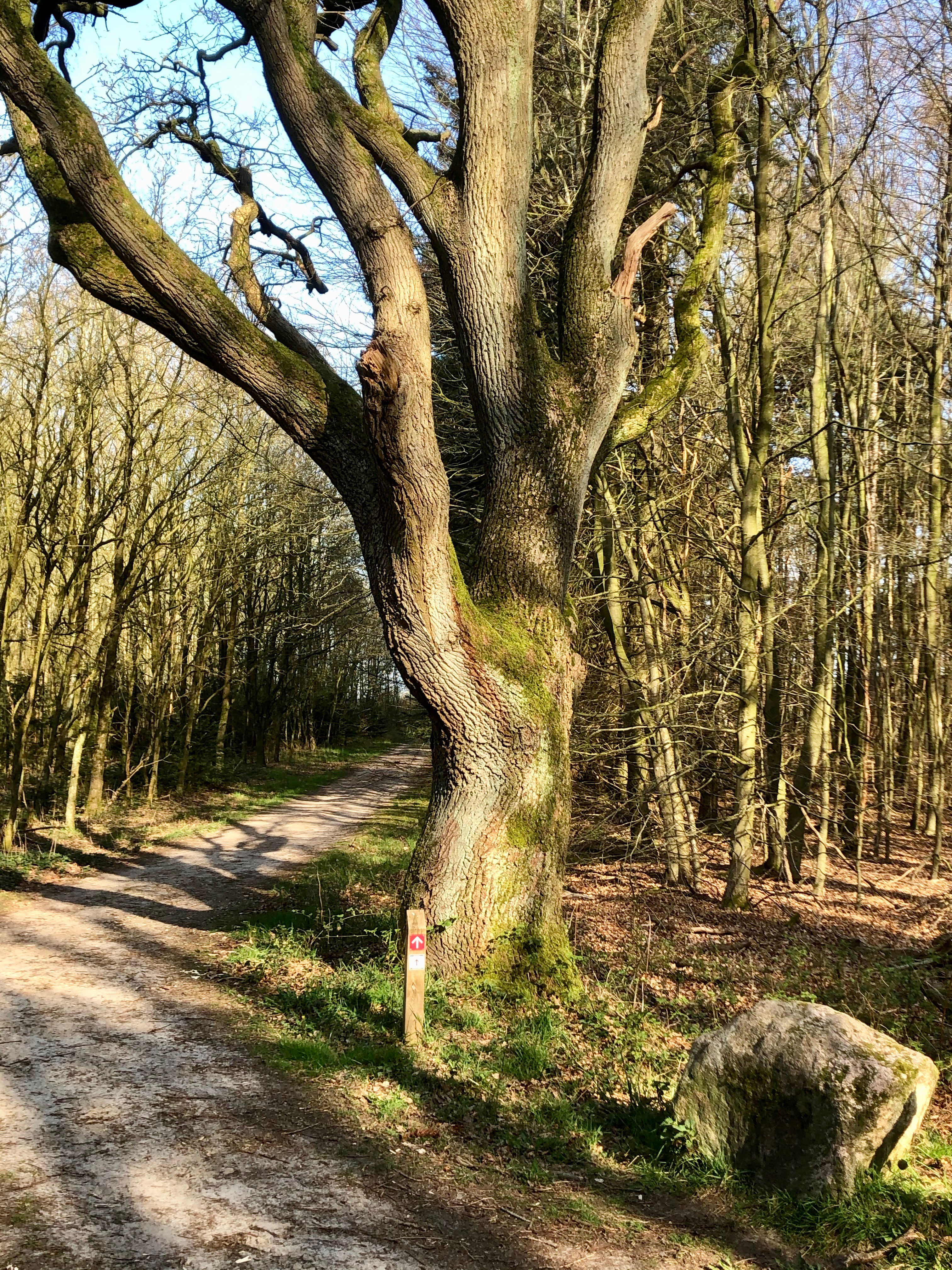
Markesteen tussen Exloo, Ees en Buinen en bijgeplante eik
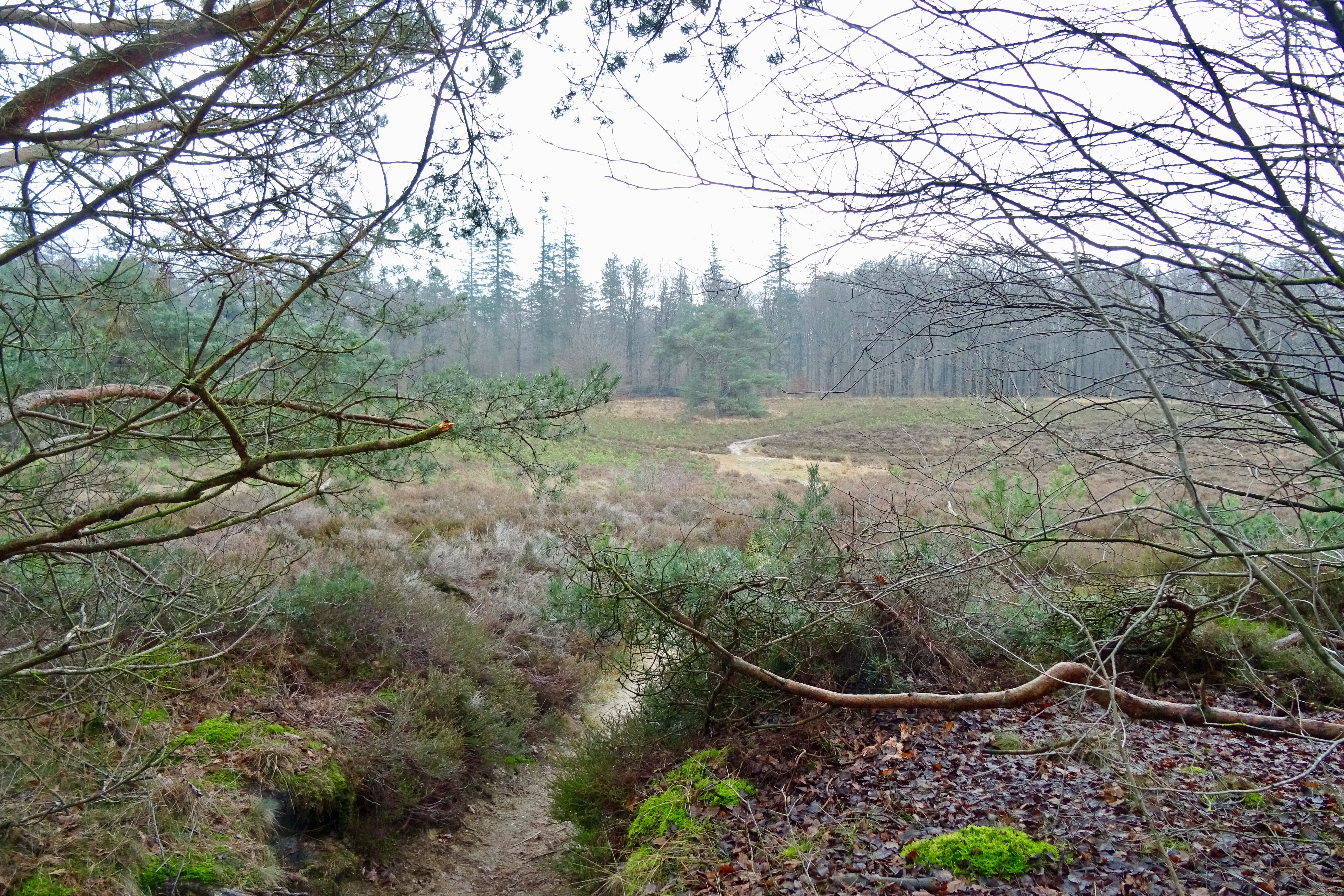
Pingoruïne
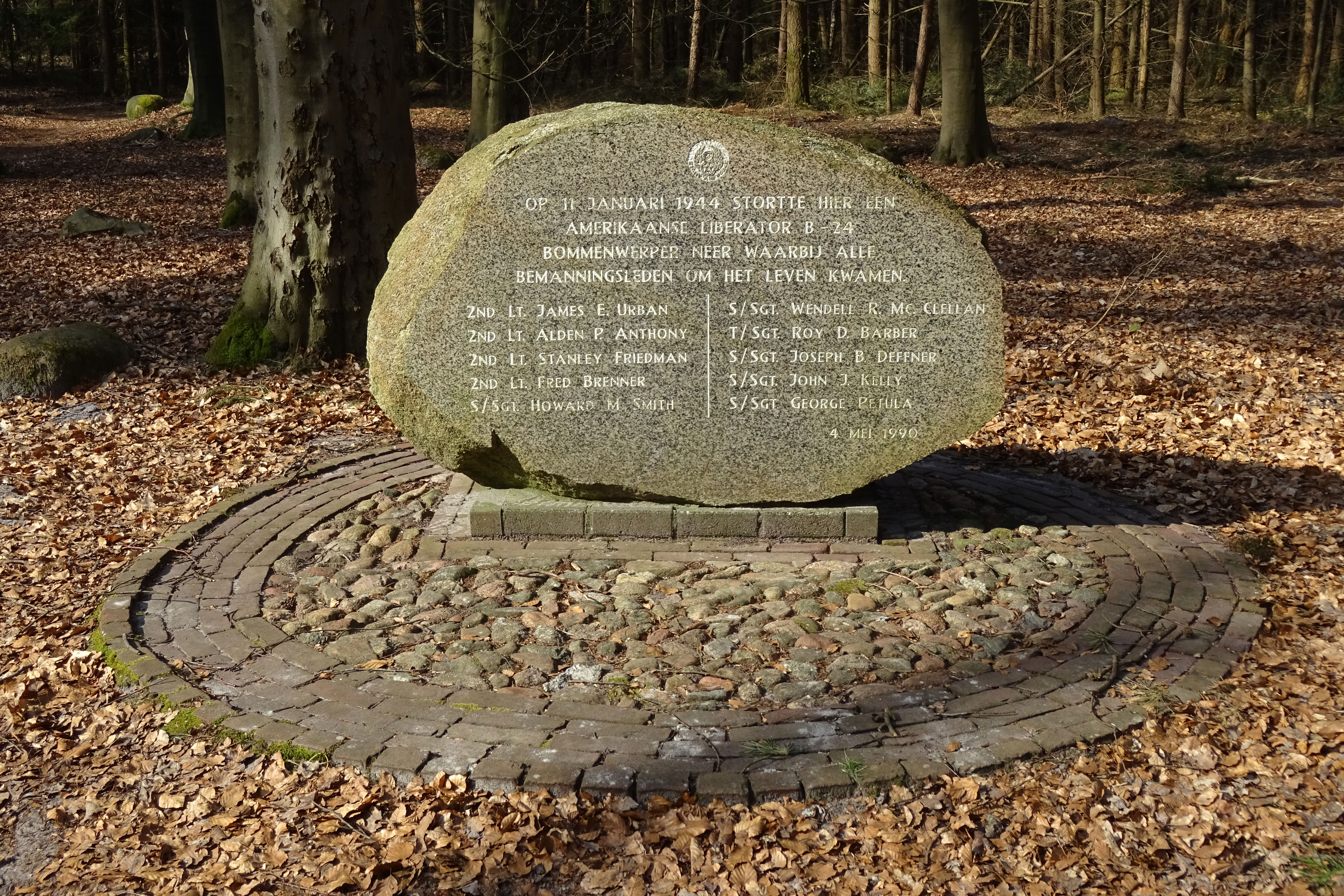
Amerikaans vliegtuigmonument